# Tervueren (rasa psa)
Tervueren, owczarek długowłosy – jeden z belgijskich psów pasterskich, obok malinoisa, groenendaela i laekenoisa, w zależności od narodowego klubu uznawanych za odrębne rasy psów (np. we Francji lub w Stanach Zjednoczonych) lub odmiany w obrębie rasy owczarek belgijski (np. w systematyce ras według FCI.), zaliczane do ras pasterskich i zaganiających, zaklasyfikowane do sekcji psów pasterskich (owczarskich). W Polsce jest słabo rozpowszechniony. Żyje 12–14 lat.

## Użytkowość
Psy tej rasy biorą udział w takich sportach kynologicznych jak: agility, frisbee, wykorzystywane są jako psy stróżujące i tropiące. Po okresie zagrożenia wyginięciem (pod koniec II wojny światowej) odzyskały popularność głównie jako psy wykrywające narkotyki. 

## Zachowanie i charakter
Tervueren jest psem aktywnym i pojętnym. Temperamentem i wyglądem jest najbardziej zbliżony do groenendaela. Obydwie rasy pochodzą od tych samych psów. Tervueren to również pies rodzinny, przywiązany i oddany. Rasa ta jest z natury nieufna wobec obcych. Szczenięta wymagają bardzo starannej socjalizacji, zwłaszcza w okresie pierwszych 3–4 miesięcy życia.

## Szata i umaszczenie
Szata długowłosa o umaszczeniu płowym lub szarym, zawsze z czarną maską i czarnym nalotem. 